# Sieluń
Sieluń – wieś sołecka w Polsce położona w województwie mazowieckim, w powiecie makowskim, w gminie Młynarze.
Do 1954 roku istniała gmina Sieluń. W latach 1975–1998 miejscowość administracyjnie należała do województwa ostrołęckiego.

## Historia
Miejscowość leżała w ziemi różańskiej i w 1393 r. otrzymała prawa miejskie. Już w XIII wieku erygowano tu parafię pw. św. Stanisława, erekcja odnowiona w 1387 r. przez biskupa płockiego Ścibora. W historii parafii istniało kilka kościołów drewnianych, z których ostatni spłonął w 1691 roku. Do 1791 roku centrum księstwa sieluńskiego, kompleksu dóbr będących własnością prepozyta płockiej katedry, w których sprawował on pełnię władzy nad ludnością. W latach 1780–1805 wzniesiono nowy murowany kościół, zniszczony w 1944 r. i odbudowany po wojnie. W 1992 r. parafia przeniesiona z diecezji płockiej do łomżyńskiej.
W 1410 r. wymieniana jest tu warowna siedziba miejscowego proboszcza, nazywana fortalitium (1410, 1413 – fortalitio Schelun) a później castrum (1519), najprawdopodobniej wzniesiona przez Henryka syna księcia Siemowita (Ziemowita) III. Obiekt obecnie zniszczony.
W 1827 r. wieś liczyła 11 domów i 109 mieszkańców. Do 1879 roku istniała tu stacja pocztowa przy trakcie kowieńskim.